# La grande piscina di Brussa
La grande piscina di Brussa (La Grande Piscine de Brousse) è un dipinto a olio su tela dell’artista francese Jean-Léon Gérôme, realizzato nel 1885 e attualmente conservato in una collezione privata.

## Storia
Nel 1879 Jean-Léon Gérôme visitò Brussa (o Bursa), nell'odierna Turchia, all'epoca facente parte dell'impero ottomano (era stata la sua capitale prima della presa di Costantinopoli nel 1453). Durante il suo soggiorno non si limitò a fare degli schizzi dei monumenti più vecchi della città, incluso il mausoleo verde di Maometto I, ma documentò l'interno delle terme cittadine in uno schizzo a olio che da allora è andato perduto.
Nel 1885 l'opera venne esposta al Salone di Parigi, una celebre mostra di arte che si teneva annualmente nella capitale francese. Quest'opera appartiene a una serie di quadri orientalisti dipinti da Gérôme che avevano come soggetto principale il bagno delle donne nel mondo islamico (come Piscina nell'harem del 1876, oggi nel museo dell'Ermitage pietroburghese). Dopo essere stata acquistata dallo zar Alessandro III, la tela rimase nell'Ermitage finché non venne venduta negli Stati Uniti nel 1918.

## Descrizione

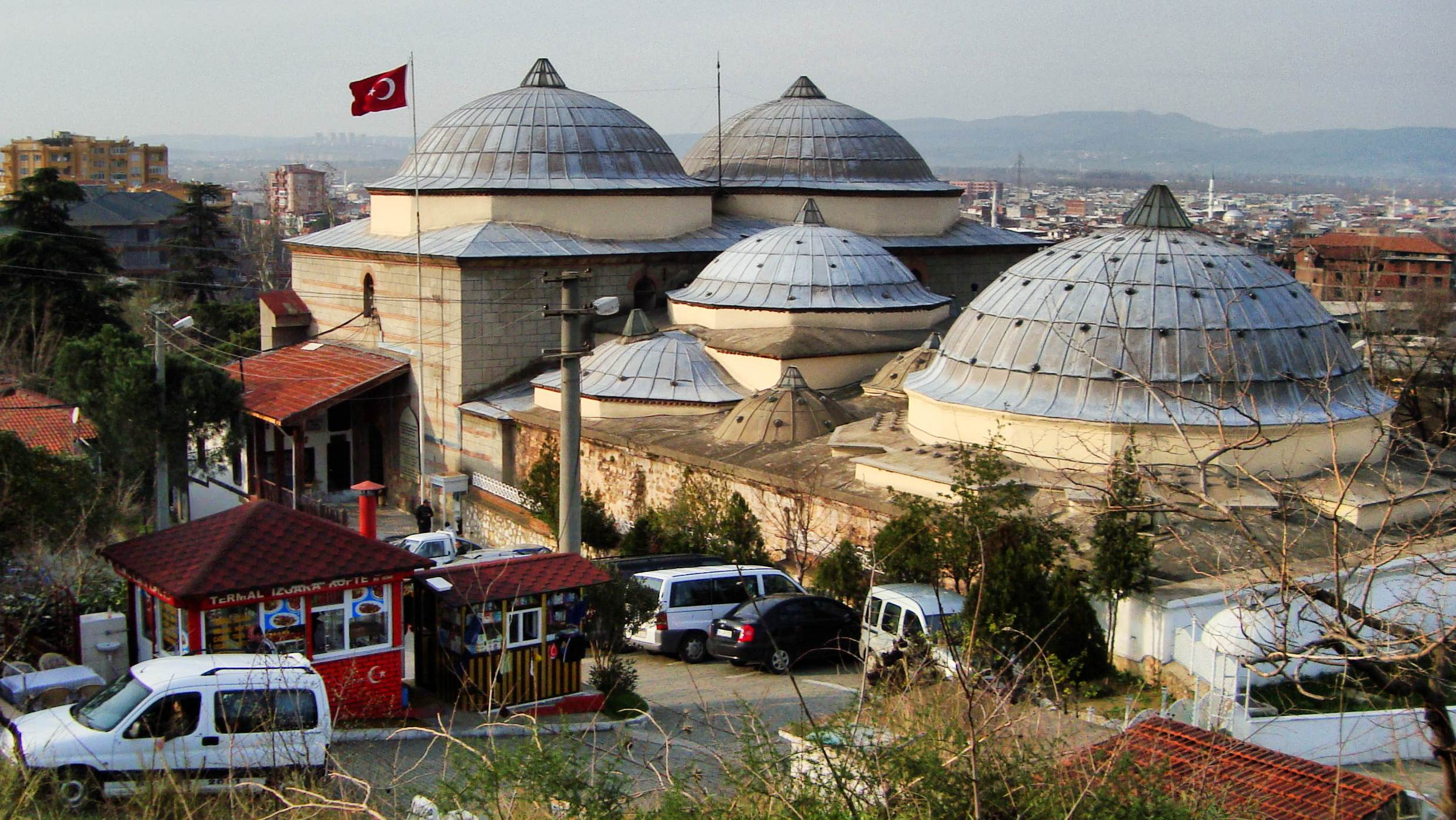
Il complesso termale di Yeni Kaplica, a Brussa.

La tela ritrae una piscina pubblica al chiuso situata nella città di Brussa. Il luogo è il calidario del complesso termale di Yeni Kaplica, le "nuove terme" costruite nel 1552, forse su progetto dell'architetto Sinān. La piscina ottagonale è illuminata dai raggi di sole che provengono dall'alto ed è racchiusa in una grande struttura dai muri arcati, simile agli edifici romanici.
Alcune donne si stanno rilassando nella vasca, mentre altre si bagnano i piedi o si rilassano ai suoi bordi (una ha un narghilè in mano). Secondo un critico che scriveva per la rivista londinese The Athenaeum, questo dipinto è più elaborato delle altre opere dell'artista di Vesoul e sono presenti più figure.
In primo piano si trova una donna nuda che si prepara ad allontanarsi appoggiandosi ad una donna nera: spesso, nelle opere orientaliste del diciannovesimo secolo, le donne di colore erano ritratte come delle schiave in contrapposizione alle donne degli harem. Entrambe indossano delle scarpe rialzate per evitare di scivolare. Lo sguardo altezzoso della donna ignuda sembra attirare l'attenzione delle bagnanti nella piscina. Nell'articolo tratto da The Athenaeum, viene descritta così:
In effetti, la donna è ritratta in un contrapposto evocato dallo squilibrio del suo atteggiamento inquieto e dall'andamento che si appoggia alla spalla della serva. Questo nudo femminile visto da dietro rievoca il soggetto di un'altra opera dell'artista, Il mercato romano degli schiavi del 1884.